# 土耳其鱒
土耳其鱒，為輻鰭魚綱鮭形目鮭科的一種，該物種為溫帶魚類，分佈於土耳其淡水、半鹹水及海域，生活習性不明，會進行洄游。